# Hipposideros doriae
Hipposideros doriae är en fladdermusart som först beskrevs av Peters 1871.  Hipposideros doriae ingår i släktet Hipposideros och familjen rundbladnäsor. IUCN kategoriserar arten globalt som nära hotad. Inga underarter finns listade i Catalogue of Life.
Arten förekommer på södra Malackahalvön, på Borneo och på Sumatra. Den lever där i ursprungliga skogar.